# Saison 2012 de la WTA
Cet article traite de la saison 2012 féminine. Pour la saison 2012 masculine, voir Saison 2012 de l'ATP.
Pour un article plus général, voir 2012 en tennis.
Vainqueurs des tournois majeurs
Durant cette saison, trois joueuses dominent le circuit et se partagent les titres majeurs.

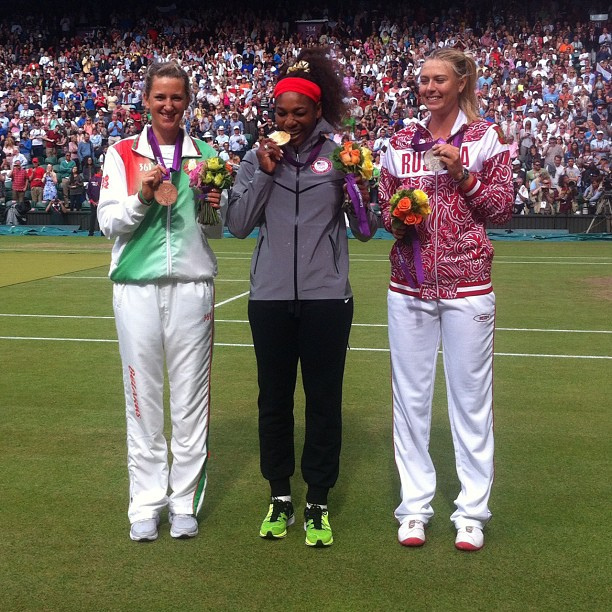
Les 3 vainqueurs en Grand Chelem de la saison décrochent aussi les 3 médailles olympiques aux J.O. Serena Williams bat Maria Sharapova en finale et complète ainsi son Grand Chelem en or (en carrière).

Victoria Azarenka remporte son premier titre du Grand Chelem à l'Open d'Australie en battant Maria Sharapova en finale et devient ainsi la nouvelle no 1 mondiale, en lieu et place de Caroline Wozniacki qui signe une mauvaise saison, ne remportant que deux titres et s'inclinant au premier tour à Wimbledon et à l'US Open. La régularité de la Biélorusse au fil de la saison lui permet de conserver ce statut.
Maria Sharapova remporte son 4e titre du Grand Chelem aux Internationaux de France en battant Sara Errani en finale et complète ainsi son Grand Chelem en carrière. 
Après quelques déconvenues en début de saison, notamment une première défaite au premier tour d'un Grand Chelem à Roland Garros, Serena Williams change d'entraîneur et survole le circuit à partir de l'été en s'adjugeant les quatre derniers grands titres de la saison. Ainsi, elle remporte son 14e et 15e titre du Grand Chelem à Wimbledon et à l'US Open en s'imposant respectivement en finale face à Agnieszka Radwańska et Victoria Azarenka, s'adjuge la médaille d'or olympique à Londres, devenant la première joueuse depuis sa sœur Venus en 2000 à signer le triplé Wimbledon-JO-US Open. Enfin, elle remporte les Masters de fin d'année. Elle passe de la 12e à la 3e place au cours de la saison.
Blessée, Kim Clijsters dispute une saison en pointillés, et met définitivement un terme à sa carrière après l'US Open.
Résultats des tournois de tennis organisés par la Women's Tennis Association (WTA) en 2012.

Les 59 tournois sont répartis de la façon suivante :
- 54 sont organisés par la WTA :
  - les tournois WTA Premier : 4 Premier Mandatory (PREMIER*), 5 tournois Premier 5 et 12 tournois Premier ;
  - les tournois WTA International, au nombre de  29;
  - les tournois WTA 125, au nombre de 2 ;
  - le Masters ou WTA Tour Finals qui réunit les huit meilleures joueuses au classement WTA en fin de saison ;
  - le tournoi international des championnes qui regroupe les huit meilleures joueuses non qualifiées pour le Masters et ayant remporté au moins un tournoi de catégorie International.
- 4 tournois du Grand Chelem.
- l'épreuve de tennis des Jeux Olympiques de Londres.

À ces compétitions individuelles s'ajoutent 2 compétitions par équipes nationales organisées par l'ITF :
la Fed Cup et la Hopman Cup (compétition mixte qui n'attribue pas de points WTA).

## Nouveautés 2012
- L'Open de Brisbane monte en catégorie Premier.
- Le Tournoi international des championnes a lieu pour la première fois à Sofia, en Bulgarie, et quitte donc Bali.
- L'Open de Marbella, disputé début avril entre 2009 et 2011, disparaît du calendrier WTA.
- L'Open de Madrid se joue sur une terre battue bleue.
- L'Open de College Park, déménage à Washington pour se jouer avec le tournoi ATP.
- En mai 2012, la catégorie « WTA 125 » est créée, hiérarchiquement située entre les tournois ITF et les International Events. Deux épreuves de cette catégorie, à Taïwan et en Inde, figurent au calendrier 2012[2].

## Palmarès

### Simple
| No | Date       | Nom et lieu du tournoi                       | Catégorie     | Dotation     | Surface         | Vainqueure           | Finaliste            | Score              |         |
| -- | ---------- | -------------------------------------------- | ------------- | ------------ | --------------- | -------------------- | -------------------- | ------------------ | ------- |
| 1  | 01/01/2012 | Brisbane International, Brisbane             | Premier       | 655 000 $    | Dur (ext.)      | Kaia Kanepi          | Daniela Hantuchová   | 6-2, 6-1           | Tableau |
| 2  | 02/01/2012 | ASB Classic, Auckland                        | Intern'l      | 220 000 $    | Dur (ext.)      | Zheng Jie            | Flavia Pennetta      | 2-6, 6-3, 2-0, ab. | Tableau |
| 3  | 08/01/2012 | Apia International, Sydney                   | Premier       | 637 000 $    | Dur (ext.)      | Victoria Azarenka    | Li Na                | 6-2, 1-6, 6-3      | Tableau |
| 4  | 08/01/2012 | Moorilla International, Hobart               | Intern'l      | 220 000 $    | Dur (ext.)      | Mona Barthel         | Yanina Wickmayer     | 6-1, 6-2           | Tableau |
| 5  | 16/01/2012 | Australian Open, Melbourne                   | G. Chelem     | 12 122 762 $ | Dur (ext.)      | Victoria Azarenka    | Maria Sharapova      | 6-3, 6-0           | Tableau |
| 6  | 06/02/2012 | Open GDF Suez, Paris                         | Premier       | 637 000 $    | Dur (int.)      | Angelique Kerber     | Marion Bartoli       | 7-63, 5-7, 6-3     | Tableau |
| 7  | 06/02/2012 | PTT Open, Pattaya                            | Intern'l      | 220 000 $    | Dur (ext.)      | Daniela Hantuchová   | Maria Kirilenko      | 6-74, 6-3, 6-3     | Tableau |
| 8  | 13/02/2012 | Qatar Total Open 2012, Doha                  | Premier 5     | 2 168 400 $  | Dur (ext.)      | Victoria Azarenka    | Samantha Stosur      | 6-1, 6-2           | Tableau |
| 9  | 13/02/2012 | XX Copa BBVA-Colsanitas, Bogota              | Intern'l      | 220 000 $    | Terre (ext.)    | Lara Arruabarrena    | Alexandra Panova     | 6-2, 7-5           | Tableau |
| 10 | 19/02/2012 | Memphis International, Memphis               | Intern'l      | 220 000 $    | Dur (int.)      | Sofia Arvidsson      | Marina Erakovic      | 6-3, 6-4           | Tableau |
| 11 | 20/02/2012 | Duty Free Tennis Championships, Dubaï        | Premier       | 2 000 000 $  | Dur (ext.)      | Agnieszka Radwańska  | Julia Görges         | 7-5, 6-4           | Tableau |
| 12 | 20/02/2012 | Whirlpool Monterrey Open, Monterrey          | Intern'l      | 220 000 $    | Dur (ext.)      | Tímea Babos          | Alexandra Cadanțu    | 6-4, 6-4           | Tableau |
| 13 | 27/02/2012 | Abierto Mexicano Telcel, Acapulco            | Intern'l      | 220 000 $    | Terre (ext.)    | Sara Errani          | Flavia Pennetta      | 5-7, 7-62, 6-0     | Tableau |
| 14 | 27/02/2012 | BMW Malaysian Open, Kuala Lumpur             | Intern'l      | 220 000 $    | Dur (ext.)      | Hsieh Su-Wei         | Petra Martić         | 2-6, 7-5, 4-1, ab. | Tableau |
| 15 | 07/03/2012 | BNP Paribas Open, Indian Wells               | PREMIER*      | 5 536 664 $  | Dur (ext.)      | Victoria Azarenka    | Maria Sharapova      | 6-2, 6-3           | Tableau |
| 16 | 20/03/2012 | Sony Ericsson Open, Miami                    | PREMIER*      | 4 828 050 $  | Dur (ext.)      | Agnieszka Radwańska  | Maria Sharapova      | 7-5, 6-4           | Tableau |
| 17 | 02/04/2012 | Family Circle Cup, Charleston                | Premier       | 740 000 $    | Terre (ext.)    | Serena Williams      | Lucie Šafářová       | 6-0, 6-1           | Tableau |
| 18 | 09/04/2012 | e-Boks Open, Copenhague                      | Intern'l      | 220 000 $    | Dur (int.)      | Angelique Kerber     | Caroline Wozniacki   | 6-4, 6-4           | Tableau |
| 19 | 09/04/2012 | Barcelona Ladies Open, Barcelone             | Intern'l      | 220 000 $    | Terre (ext.)    | Sara Errani          | Dominika Cibulková   | 6-2, 6-2           | Tableau |
| 20 | 23/04/2012 | Porsche Tennis Grand Prix, Stuttgart         | Premier       | 740 000 $    | Terre (int.)    | Maria Sharapova      | Victoria Azarenka    | 6-1, 6-4           | Tableau |
| 21 | 23/04/2012 | GP Princesse Lalla Meryem, Fès               | Intern'l      | 220 000 $    | Terre (ext.)    | Kiki Bertens         | Laura Pous Tió       | 7-5, 6-0           | Tableau |
| 22 | 30/04/2012 | Estoril Open, Estoril                        | Intern'l      | 220 000 $    | Terre (ext.)    | Kaia Kanepi          | Carla Suárez Navarro | 3-6, 7-66, 6-4     | Tableau |
| 23 | 30/04/2012 | Grand Prix, Budapest                         | Intern'l      | 220 000 $    | Terre (ext.)    | Sara Errani          | Elena Vesnina        | 7-5, 6-4           | Tableau |
| 24 | 05/05/2012 | Mutua Madrid Open, Madrid                    | PREMIER*      | 5 189 603 $  | Terre (ext.)    | Serena Williams      | Victoria Azarenka    | 6-1, 6-3           | Tableau |
| 25 | 14/05/2012 | Internazionali BNL d'Italia, Rome            | Premier 5     | 2 168 400 $  | Terre (ext.)    | Maria Sharapova      | Li Na                | 4-6, 6-4, 7-65     | Tableau |
| 26 | 21/05/2012 | Brussels Open, Bruxelles                     | Premier       | 637 000 $    | Terre (ext.)    | Agnieszka Radwańska  | Simona Halep         | 7-5, 6-0           | Tableau |
| 27 | 21/05/2012 | Internationaux de Strasbourg, Strasbourg     | Intern'l      | 220 000 $    | Terre (ext.)    | Francesca Schiavone  | Alizé Cornet         | 6-4, 6-4           | Tableau |
| 28 | 27/05/2012 | Roland-Garros, Paris                         | G. Chelem     | 11 315 740 $ | Terre (ext.)    | Maria Sharapova      | Sara Errani          | 6-3, 6-2           | Tableau |
| 29 | 11/06/2012 | Nürnberger Gastein Ladies, Bad Gastein       | Intern'l      | 220 000 $    | Terre (ext.)    | Alizé Cornet         | Yanina Wickmayer     | 7-5, 7-61          | Tableau |
| 30 | 11/06/2012 | Aegon Classic, Birmingham                    | Intern'l      | 220 000 $    | Gazon (ext.)    | Melanie Oudin        | Jelena Janković      | 6-4, 6-2           | Tableau |
| 31 | 18/06/2012 | AEGON International, Eastbourne              | Premier       | 637 000 $    | Gazon (ext.)    | Tamira Paszek        | Angelique Kerber     | 5-7, 6-3, 7-5      | Tableau |
| 32 | 18/06/2012 | Unicef Open, Bois-le-Duc                     | Intern'l      | 220 000 $    | Gazon (ext.)    | Nadia Petrova        | Urszula Radwańska    | 6-4, 6-3           | Tableau |
| 33 | 25/06/2012 | The Championships, Wimbledon                 | G. Chelem     | 11 174 883 $ | Gazon (ext.)    | Serena Williams      | Agnieszka Radwańska  | 6-1, 5-7, 6-2      | Tableau |
| 34 | 09/07/2012 | Bank of the West Classic, Stanford           | Premier       | 740 000 $    | Dur (ext.)      | Serena Williams      | Coco Vandeweghe      | 7-5, 6-3           | Tableau |
| 35 | 09/07/2012 | XXV Internazionali Femminili, Palerme        | Intern'l      | 220 000 $    | Terre (ext.)    | Sara Errani          | Barbora Z. Strýcová  | 6-1, 6-3           | Tableau |
| 36 | 16/07/2012 | Mercury Insurance Open, Carlsbad             | Premier       | 740 000 $    | Dur (ext.)      | Dominika Cibulková   | Marion Bartoli       | 6-1, 7-5           | Tableau |
| 37 | 16/07/2012 | Sony Swedish Open, Båstad                    | Intern'l      | 220 000 $    | Terre (ext.)    | Polona Hercog        | Mathilde Johansson   | 0-6, 6-4, 7-5      | Tableau |
| 38 | 23/07/2012 | Baku Cup, Bakou                              | Intern'l      | 220 000 $    | Dur (ext.)      | Bojana Jovanovski    | Julia Cohen          | 6-3, 6-1           | Tableau |
| 39 | 28/07/2012 | Olympic Tennis Event, Wimbledon              | J. olympiques | NC           | Gazon (ext.)    | Serena Williams      | Maria Sharapova      | 6-0, 6-1           | Tableau |
| 40 | 30/07/2012 | Citi Open, Washington                        | Intern'l      | 220 000 $    | Dur (ext.)      | Magdaléna Rybáriková | A. Pavlyuchenkova    | 6-1, 6-1           | Tableau |
| 41 | 06/08/2012 | Coupe Rogers, Montréal                       | Premier 5     | 2 168 400 $  | Dur (ext.)      | Petra Kvitová        | Li Na                | 7-5, 2-6, 6-3      | Tableau |
| 42 | 13/08/2012 | Western & Southern Open, Cincinnati          | Premier 5     | 2 168 400 $  | Dur (ext.)      | Li Na                | Angelique Kerber     | 1-6, 6-3, 6-1      | Tableau |
| 43 | 19/08/2012 | New Haven Open at Yale, New Haven            | Premier       | 637 000 $    | Dur (ext.)      | Petra Kvitová        | Maria Kirilenko      | 7-69, 7-5          | Tableau |
| 44 | 19/08/2012 | Texas Tennis Open, Dallas                    | Intern'l      | 220 000 $    | Dur (ext.)      | Roberta Vinci        | Jelena Janković      | 7-5, 6-3           | Tableau |
| 45 | 27/08/2012 | US Open, Flushing Meadows                    | G. Chelem     | 11 517 008 $ | Dur (ext.)      | Serena Williams      | Victoria Azarenka    | 6-2, 2-6, 7-5      | Tableau |
| 46 | 10/09/2012 | Tashkent Open, Tachkent                      | Intern'l      | 220 000 $    | Dur (ext.)      | Irina-Camelia Begu   | Donna Vekić          | 6-4, 6-4           | Tableau |
| 47 | 10/09/2012 | Challenge Bell, Québec                       | Intern'l      | 220 000 $    | Moquette (int.) | Kirsten Flipkens     | Lucie Hradecká       | 6-1, 7-5           | Tableau |
| 48 | 17/09/2012 | KDB Korea Open, Séoul                        | Intern'l      | 500 000 $    | Dur (ext.)      | Caroline Wozniacki   | Kaia Kanepi          | 6-1, 6-0           | Tableau |
| 49 | 17/09/2012 | GRC Bank Int'l Women's Open, Guangzhou       | Intern'l      | 220 000 $    | Dur (ext.)      | Hsieh Su-wei         | Laura Robson         | 6-3, 5-7, 6-4      | Tableau |
| 50 | 23/09/2012 | Toray Pan Pacific Open, Tokyo                | Premier 5     | 2 168 400 $  | Dur (ext.)      | Nadia Petrova        | Agnieszka Radwańska  | 6-0, 1-6, 6-3      | Tableau |
| 51 | 29/09/2012 | China Open, Pékin                            | PREMIER*      | 4 828 050 $  | Dur (ext.)      | Victoria Azarenka    | Maria Sharapova      | 6-3, 6-1           | Tableau |
| 52 | 08/10/2012 | Generali Ladies, Linz                        | Intern'l      | 220 000 $    | Dur (int.)      | Victoria Azarenka    | Julia Görges         | 6-3, 6-4           | Tableau |
| 53 | 08/10/2012 | HP Japan Women's Open Tennis, Osaka          | Intern'l      | 220 000 $    | Dur (ext.)      | Heather Watson       | Chang Kai-chen       | 7-5, 5-7, 7-64     | Tableau |
| 54 | 15/10/2012 | Kremlin Cup by Bank of Moscow, Moscou        | Premier       | 740 000 $    | Dur (int.)      | Caroline Wozniacki   | Samantha Stosur      | 6-2, 4-6, 7-5      | Tableau |
| 55 | 15/10/2012 | BGL BNP Paribas Open, Luxembourg             | Intern'l      | 220 000 $    | Dur (int.)      | Venus Williams       | Monica Niculescu     | 6-2, 6-3           | Tableau |
| 56 | 23/10/2012 | TEB BNP Paribas WTA Championships, Istanbul  | Masters       | 4 900 000 $  | Dur (int.)      | Serena Williams      | Maria Sharapova      | 6-4, 6-3           | Tableau |
| 57 | 29/10/2012 | OEC Taipei WTA Ladies Open, Taïwan           | WTA 125       | 125 000 $    | Moquette (int.) | Kristina Mladenovic  | Chang Kai-chen       | 6-4, 6-3           | Tableau |
| 58 | 30/10/2012 | Qatar Airways Tournament of Champions, Sofia | Intern'l      | 750 000 $    | Dur (int.)      | Nadia Petrova        | Caroline Wozniacki   | 6-2, 6-1           | Tableau |
| 59 | 05/11/2012 | Royal Indian Open, Pune                      | WTA 125       | 125 000 $    | Dur (ext.)      | Elina Svitolina      | Kimiko Date-Krumm    | 6-2, 6-3           | Tableau |

### Double
| No | Date       | Nom et lieu du tournoi                     | Catégorie     | Dotation     | Surface         | Vainqueures                              | Finalistes                           | Score              |         |
| -- | ---------- | ------------------------------------------ | ------------- | ------------ | --------------- | ---------------------------------------- | ------------------------------------ | ------------------ | ------- |
| 1  | 01/01/2012 | Brisbane International Brisbane            | Premier       | 655 000 $    | Dur (ext.)      | Nuria Llagostera Arantxa Parra           | Raquel Kops-Jones Abigail Spears     | 7-62, 7-62         | Tableau |
| 2  | 02/01/2012 | ASB Classic Auckland                       | Intern'l      | 220 000 $    | Dur (ext.)      | Andrea Hlaváčková Lucie Hradecká         | Julia Görges Flavia Pennetta         | 6-72, 6-2, [10-7]  | Tableau |
| 3  | 08/01/2012 | Apia International Sydney                  | Premier       | 637 000 $    | Dur (ext.)      | Květa Peschke Katarina Srebotnik         | Liezel Huber Lisa Raymond            | 6-1, 4-6, [13-11]  | Tableau |
| 4  | 08/01/2012 | Moorilla International Hobart              | Intern'l      | 220 000 $    | Dur (ext.)      | Irina-Camelia Begu Monica Niculescu      | Chuang Chia-jung Marina Erakovic     | 6-74, 7-64, [10-5] | Tableau |
| 5  | 16/01/2012 | Australian Open Melbourne                  | G. Chelem     | 12 122 762 $ | Dur (ext.)      | Svetlana Kuznetsova Vera Zvonareva       | Sara Errani Roberta Vinci            | 5-7, 6-4, 6-3      | Tableau |
| 6  | 06/02/2012 | Open GDF Suez Paris                        | Premier       | 637 000 $    | Dur (int.)      | Liezel Huber Lisa Raymond                | Anna-Lena Grönefeld Petra Martić     | 7-63, 6-1          | Tableau |
| 7  | 06/02/2012 | PTT Open Pattaya                           | Intern'l      | 220 000 $    | Dur (ext.)      | Sania Mirza Anastasia Rodionova          | Chan Hao-ching Chan Yung-jan         | 3-6, 6-1, [10-8]   | Tableau |
| 8  | 13/02/2012 | Qatar Total Open 2012 Doha                 | Premier 5     | 2 168 400 $  | Dur (ext.)      | Liezel Huber Lisa Raymond                | Raquel Kops-Jones Abigail Spears     | 6-3, 6-1           | Tableau |
| 9  | 13/02/2012 | XX Copa BBVA-Colsanitas Bogota             | Intern'l      | 220 000 $    | Terre (ext.)    | Eva Birnerová Alexandra Panova           | Mandy Minella Stefanie Vögele        | 6-2, 6-2           | Tableau |
| 10 | 19/02/2012 | Memphis International Memphis              | Intern'l      | 220 000 $    | Dur (int.)      | Andrea Hlaváčková Lucie Hradecká         | Vera Dushevina Olga Govortsova       | 6-3, 6-4           | Tableau |
| 11 | 20/02/2012 | Duty Free Tennis Championships Dubaï       | Premier       | 2 000 000 $  | Dur (ext.)      | Liezel Huber Lisa Raymond                | Sania Mirza Elena Vesnina            | 6-2, 6-1           | Tableau |
| 12 | 20/02/2012 | Whirlpool Monterrey Open Monterrey         | Intern'l      | 220 000 $    | Dur (ext.)      | Sara Errani Roberta Vinci                | Kimiko Date-Krumm Zhang Shuai        | 6-2, 7-66          | Tableau |
| 13 | 27/02/2012 | BMW Malaysian Open Kuala Lumpur            | Intern'l      | 220 000 $    | Dur (ext.)      | Chang Kai-chen Chuang Chia-jung          | Chan Hao-ching Rika Fujiwara         | 7-5, 6-4           | Tableau |
| 14 | 27/02/2012 | Abierto Mexicano Telcel Acapulco           | Intern'l      | 220 000 $    | Terre (ext.)    | Sara Errani Roberta Vinci                | Lourdes Domínguez Arantxa Parra      | 6-2, 6-1           | Tableau |
| 15 | 07/03/2012 | BNP Paribas Open Indian Wells              | PREMIER*      | 5 536 664 $  | Dur (ext.)      | Liezel Huber Lisa Raymond                | Sania Mirza Elena Vesnina            | 6-2, 6-3           | Tableau |
| 16 | 20/03/2012 | Sony Ericsson Open Miami                   | PREMIER*      | 4 828 050 $  | Dur (ext.)      | Maria Kirilenko Nadia Petrova            | Sara Errani Roberta Vinci            | 7-60, 4-6, [10-4]  | Tableau |
| 17 | 02/04/2012 | Family Circle Cup Charleston               | Premier       | 740 000 $    | Terre (ext.)    | A. Pavlyuchenkova Lucie Šafářová         | Anabel Medina Yaroslava Shvedova     | 5-7, 6-4, [10-6]   | Tableau |
| 18 | 09/04/2012 | Barcelona Ladies Open Barcelone            | Intern'l      | 220 000 $    | Terre (ext.)    | Sara Errani Roberta Vinci                | Flavia Pennetta Francesca Schiavone  | 6-0, 6-2           | Tableau |
| 19 | 09/04/2012 | e-Boks Open Copenhague                     | Intern'l      | 220 000 $    | Dur (int.)      | Kimiko Date-Krumm Rika Fujiwara          | Sofia Arvidsson Kaia Kanepi          | 6-2, 4-6, [10-5]   | Tableau |
| 20 | 23/04/2012 | Porsche Tennis Grand Prix Stuttgart        | Premier       | 740 000 $    | Terre (int.)    | Iveta Benešová Barbora Z. Strýcová       | Julia Görges Anna-Lena Grönefeld     | 6-4, 7-5           | Tableau |
| 21 | 23/04/2012 | GP Princesse Lalla Meryem Fès              | Intern'l      | 220 000 $    | Terre (ext.)    | Petra Cetkovská Alexandra Panova         | Irina-Camelia Begu Alexandra Cadanțu | 3-6, 7-65, [11-9]  | Tableau |
| 22 | 30/04/2012 | Estoril Open Estoril                       | Intern'l      | 220 000 $    | Terre (ext.)    | Chuang Chia-jung Zhang Shuai             | Yaroslava Shvedova Galina Voskoboeva | 4-6, 6-1, [11-9]   | Tableau |
| 23 | 30/04/2012 | Grand Prix Budapest                        | Intern'l      | 220 000 $    | Terre (ext.)    | Janette Husárová Magdaléna Rybáriková    | Eva Birnerová Michaëlla Krajicek     | 6-4, 6-2           | Tableau |
| 24 | 05/05/2012 | Mutua Madrid Open Madrid                   | PREMIER*      | 5 189 603 $  | Terre (ext.)    | Sara Errani Roberta Vinci                | Ekaterina Makarova Elena Vesnina     | 6-1, 3-6, [10-4]   | Tableau |
| 25 | 14/05/2012 | Internazionali BNL d'Italia Rome           | Premier 5     | 2 168 400 $  | Terre (ext.)    | Sara Errani Roberta Vinci                | Ekaterina Makarova Elena Vesnina     | 6-2, 7-5           | Tableau |
| 26 | 21/05/2012 | Brussels Open Bruxelles                    | Premier       | 637 000 $    | Terre (ext.)    | Bethanie Mattek Sania Mirza              | Alicja Rosolska Zheng Jie            | 6-3, 6-2           | Tableau |
| 27 | 21/05/2012 | Internationaux de Strasbourg Strasbourg    | Intern'l      | 220 000 $    | Terre (ext.)    | Olga Govortsova Klaudia Jans-Ignacik     | Natalie Grandin Vladimíra Uhlířová   | 6-74, 6-3, [10-3]  | Tableau |
| 28 | 27/05/2012 | Roland-Garros Paris                        | G. Chelem     | 11 315 740 $ | Terre (ext.)    | Sara Errani Roberta Vinci                | Maria Kirilenko Nadia Petrova        | 4-6, 6-4, 6-2      | Tableau |
| 29 | 11/06/2012 | Nürnberger Gastein Ladies Bad Gastein      | Intern'l      | 220 000 $    | Terre (ext.)    | Jill Craybas Julia Görges                | Anna-Lena Grönefeld Petra Martić     | 6-74, 6-4, 11-9    | Tableau |
| 30 | 11/06/2012 | Aegon Classic Birmingham                   | Intern'l      | 220 000 $    | Gazon (ext.)    | Tímea Babos Hsieh Su-wei                 | Liezel Huber Lisa Raymond            | 7-5, 6-72, [10-8]  | Tableau |
| 31 | 18/06/2012 | AEGON International Eastbourne             | Premier       | 637 000 $    | Gazon (ext.)    | Nuria Llagostera María José Martínez     | Liezel Huber Lisa Raymond            | 6-4, 0-0, ab.      | Tableau |
| 32 | 18/06/2012 | Unicef Open Bois-le-Duc                    | Intern'l      | 220 000 $    | Gazon (ext.)    | Sara Errani Roberta Vinci                | Maria Kirilenko Nadia Petrova        | 6-4, 3-6, [11-9]   | Tableau |
| 33 | 25/06/2012 | The Championships Wimbledon                | G. Chelem     | 11 174 883 $ | Gazon (ext.)    | Serena Williams Venus Williams           | Andrea Hlaváčková Lucie Hradecká     | 7-5, 6-4           | Tableau |
| 34 | 09/07/2012 | Bank of the West Classic Stanford          | Premier       | 740 000 $    | Dur (ext.)      | Marina Erakovic Heather Watson           | Jarmila Gajdošová Vania King         | 7-5, 7-67          | Tableau |
| 35 | 09/07/2012 | XXV Internazionali Femminili Palerme       | Intern'l      | 220 000 $    | Terre (ext.)    | Renata Voráčová Barbora Z. Strýcová      | Darija Jurak Katalin Marosi          | 7-65, 6-4          | Tableau |
| 36 | 16/07/2012 | Mercury Insurance Open Carlsbad            | Premier       | 740 000 $    | Dur (ext.)      | Raquel Kops-Jones Abigail Spears         | Vania King Nadia Petrova             | 6-2, 6-4           | Tableau |
| 37 | 16/07/2012 | Sony Swedish Open Båstad                   | Intern'l      | 220 000 $    | Terre (ext.)    | Catalina Castaño Mariana Duque Mariño    | Eva Hrdinová Mervana Jugić-Salkić    | 4-6, 7-5, [10-5]   | Tableau |
| 38 | 23/07/2012 | Baku Cup Bakou                             | Intern'l      | 220 000 $    | Dur (ext.)      | Irina Buryachok Valeria Solovieva        | Eva Birnerová Alberta Brianti        | 6-3, 6-2           | Tableau |
| 39 | 28/07/2012 | Olympic Tennis Event Wimbledon             | J. olympiques | NC           | Gazon (ext.)    | Serena Williams · Venus Williams         | Andrea Hlaváčková · Lucie Hradecká   | 6-4, 6-4           | Tableau |
| 40 | 30/07/2012 | Citi Open Washington                       | Intern'l      | 220 000 $    | Dur (ext.)      | Shuko Aoyama Chang Kai-chen              | Irina Falconi Chanelle Scheepers     | 7-5, 6-2           | Tableau |
| 41 | 06/08/2012 | Coupe Rogers Montréal                      | Premier 5     | 2 168 400 $  | Dur (ext.)      | Klaudia Jans-Ignacik Kristina Mladenovic | Nadia Petrova Katarina Srebotnik     | 7-5, 2-6, [10-7]   | Tableau |
| 42 | 13/08/2012 | Western & Southern Open Cincinnati         | Premier 5     | 2 168 400 $  | Dur (ext.)      | Andrea Hlaváčková Lucie Hradecká         | Katarina Srebotnik Zheng Jie         | 6-1, 6-3           | Tableau |
| 43 | 19/08/2012 | New Haven Open at Yale New Haven           | Premier       | 637 000 $    | Dur (ext.)      | Liezel Huber Lisa Raymond                | Andrea Hlaváčková Lucie Hradecká     | 4-6, 6-0, [10-4]   | Tableau |
| 44 | 19/08/2012 | Texas Tennis Open Dallas                   | Intern'l      | 220 000 $    | Dur (ext.)      | Marina Erakovic Heather Watson           | Līga Dekmeijere Irina Falconi        | 6-3, 6-0           | Tableau |
| 45 | 27/08/2012 | US Open Flushing Meadows                   | G. Chelem     | 11 517 008 $ | Dur (ext.)      | Sara Errani Roberta Vinci                | Andrea Hlaváčková Lucie Hradecká     | 6-4, 6-2           | Tableau |
| 46 | 10/09/2012 | Challenge Bell Québec                      | Intern'l      | 220 000 $    | Moquette (int.) | Tatjana Malek Kristina Mladenovic        | Alicja Rosolska Heather Watson       | 7-65, 6-76, [10-7] | Tableau |
| 47 | 10/09/2012 | Tashkent Open Tachkent                     | Intern'l      | 220 000 $    | Dur (ext.)      | Paula Kania Polina Pekhova               | Anna Chakvetadze Vesna Dolonc        | 6-2, 0-0, ab.      | Tableau |
| 48 | 17/09/2012 | KDB Korea Open Séoul                       | Intern'l      | 500 000 $    | Dur (ext.)      | Raquel Kops-Jones Abigail Spears         | Akgul Amanmuradova Vania King        | 2-6, 6-2, [10-8]   | Tableau |
| 49 | 17/09/2012 | GRC Bank Int'l Women's Open Guangzhou      | Intern'l      | 220 000 $    | Dur (ext.)      | Tamarine Tanasugarn Zhang Shuai          | Jarmila Gajdošová Monica Niculescu   | 2-6, 6-2, [10-8]   | Tableau |
| 50 | 23/09/2012 | Toray Pan Pacific Open Tokyo               | Premier 5     | 2 168 400 $  | Dur (ext.)      | Raquel Kops-Jones Abigail Spears         | Anna-Lena Grönefeld Květa Peschke    | 6-1, 6-4           | Tableau |
| 51 | 29/09/2012 | China Open Pékin                           | PREMIER*      | 4 828 050 $  | Dur (ext.)      | Ekaterina Makarova Elena Vesnina         | Nuria Llagostera Sania Mirza         | 7-5, 7-5           | Tableau |
| 52 | 08/10/2012 | Generali Ladies Linz                       | Intern'l      | 220 000 $    | Dur (int.)      | Anna-Lena Grönefeld Květa Peschke        | Julia Görges Barbora Z. Strýcová     | 6-3, 6-4           | Tableau |
| 53 | 08/10/2012 | HP Japan Women's Open Tennis Osaka         | Intern'l      | 220 000 $    | Dur (ext.)      | Raquel Kops-Jones Abigail Spears         | Kimiko Date-Krumm Heather Watson     | 6-1, 6-4           | Tableau |
| 54 | 15/10/2012 | Kremlin Cup by Bank of Moscow Moscou       | Premier       | 740 000 $    | Dur (int.)      | Ekaterina Makarova Elena Vesnina         | Maria Kirilenko Nadia Petrova        | 6-3, 1-6, [10-8]   | Tableau |
| 55 | 15/10/2012 | BGL BNP Paribas Open Luxembourg            | Intern'l      | 220 000 $    | Dur (int.)      | Andrea Hlaváčková Lucie Hradecká         | Irina-Camelia Begu Monica Niculescu  | 6-3, 6-4           | Tableau |
| 56 | 23/10/2012 | TEB BNP Paribas WTA Championships Istanbul | Masters       | 4 900 000 $  | Dur (int.)      | Maria Kirilenko Nadia Petrova            | Andrea Hlaváčková Lucie Hradecká     | 6-1, 6-4           | Tableau |
| 57 | 29/10/2012 | OEC Taipei WTA Ladies Open Taïwan          | WTA 125       | 125 000 $    | Moquette (int.) | Chan Hao-ching Kristina Mladenovic       | Chang Kai-chen Olga Govortsova       | 5-7, 6-2, [10-8]   | Tableau |
| 58 | 05/11/2012 | Royal Indian Open Pune                     | WTA 125       | 125 000 $    | Dur (ext.)      | Nina Bratchikova Oksana Kalashnikova     | Julia Glushko N. Lertcheewakarn      | 6-0, 4-6, [10-8]   | Tableau |

### Double mixte
| No | Date       | Nom et lieu du tournoi         | Catégorie     | Dotation     | Surface      | Vainqueures                     | Finalistes                             | Score            |         |
| -- | ---------- | ------------------------------ | ------------- | ------------ | ------------ | ------------------------------- | -------------------------------------- | ---------------- | ------- |
| 1  | 31/12/2011 | Hyundai Hopman Cup XXIV Perth  | ITF           | 1 000 000 $  | Dur (int.)   | Petra Kvitová Tomáš Berdych     | Marion Bartoli Richard Gasquet         | 2 matchs à 0     | Tableau |
| 2  | 16/01/2012 | Australian Open Melbourne      | G. Chelem     | 12 122 762 $ | Dur (ext.)   | Bethanie Mattek Horia Tecău     | Elena Vesnina Leander Paes             | 6-3, 5-7, [10-3] | Tableau |
| 3  | 27/05/2012 | Roland-Garros Paris            | G. Chelem     | 11 315 740 $ | Terre (ext.) | Sania Mirza Mahesh Bhupathi     | Klaudia Jans-Ignacik Santiago González | 7-63, 6-1        | Tableau |
| 4  | 25/06/2012 | The Championships Wimbledon    | G. Chelem     | 11 174 883 $ | Gazon (ext.) | Lisa Raymond Mike Bryan         | Elena Vesnina Leander Paes             | 6-3, 5-7, 6-4    | Tableau |
| 5  | 28/07/2012 | Olympic Tennis Event Wimbledon | J. olympiques | NC           | Gazon (ext.) | Victoria Azarenka · Max Mirnyi  | Laura Robson · Andy Murray             | 2-6, 6-3, [10-8] | Tableau |
| 6  | 27/08/2012 | US Open Flushing Meadows       | G. Chelem     | 11 517 008 $ | Dur (ext.)   | Ekaterina Makarova Bruno Soares | Květa Peschke Marcin Matkowski         | 6-78, 6-1, 12-10 | Tableau |

### Podiums aux Jeux olympiques de Londres
| Épreuve       | Or                             | Argent                           | Bronze                        | 4e place                       |
| ------------- | ------------------------------ | -------------------------------- | ----------------------------- | ------------------------------ |
| Simple dames  | Serena Williams                | Maria Sharapova                  | Victoria Azarenka             | Maria Kirilenko                |
| Double dames  | Serena Williams Venus Williams | Andrea Hlaváčková Lucie Hradecká | Maria Kirilenko Nadia Petrova | Liezel Huber Lisa Raymond      |
| Double mixtes | Victoria Azarenka Max Mirnyi   | Laura Robson Andy Murray         | Lisa Raymond Mike Bryan       | Sabine Lisicki Christopher Kas |

## Classements de fin de saison
| Rang | Joueuse             |
| ---- | ------------------- |
| 1    | Victoria Azarenka   |
| 2    | Maria Sharapova     |
| 3    | Serena Williams     |
| 4    | Agnieszka Radwańska |
| 5    | Angelique Kerber    |
| 6    | Sara Errani         |
| 7    | Li Na               |
| 8    | Petra Kvitová       |
| 9    | Samantha Stosur     |
| 10   | Caroline Wozniacki  |
| 11   | Marion Bartoli      |
| 12   | Nadia Petrova       |
| 13   | Ana Ivanović        |
| 14   | Maria Kirilenko     |
| 15   | Dominika Cibulková  |
| 16   | Roberta Vinci       |
| 17   | Lucie Šafářová      |
| 18   | Julia Görges        |
| 19   | Kaia Kanepi         |
| 20   | Ekaterina Makarova  |

| Rang | Joueuse             |
| ---- | ------------------- |
| 1    | Roberta Vinci       |
| 2    | Sara Errani         |
| 3    | Andrea Hlaváčková   |
| 4    | Lucie Hradecká      |
| 5    | Nadia Petrova       |
| 6    | Lisa Raymond        |
| 7    | Maria Kirilenko     |
| 8    | Liezel Huber        |
| 9    | Elena Vesnina       |
| 10   | Nuria Llagostera    |
| 11   | Ekaterina Makarova  |
| 12   | Sania Mirza         |
| 13   | Raquel Kops-Jones   |
| 14   | Abigail Spears      |
| 15   | M. J. Martínez      |
| 16   | Katarina Srebotnik  |
| 17   | Květa Peschke       |
| 18   | Anna-Lena Grönefeld |
| 19   | Zheng Jie           |
| 20   | B. Z. Strýcová      |

## Fed Cup
| République tchèque - Serbie - 3 : 1 O2 Arena, Prague, République tchèque 03 - 4 novembre, Dur (int.) |                                  |                                     |          |
| 7 | Lucie Šafářová                   | Ana Ivanović                        | 6-4, 6-3 |
| 7 | Petra Kvitová                    | Jelena Janković                     | 6-4, 6-1 |
| 7 | Petra Kvitová                    | Ana Ivanović                        | 3-6, 5-7 |
| 7 | Lucie Šafářová                   | Jelena Janković                     | 6-1, 6-1 |
| 7 | Andrea Hlaváčková Lucie Hradecká | Bojana Jovanovski Aleksandra Krunić | Non joué |

## Informations statistiques

### En simple
| Joueuse             | Nombre | Titres                                                               |
| ------------------- | ------ | -------------------------------------------------------------------- |
| Serena Williams     | 7      | Charleston, Madrid, Wimbledon, Stanford JO Londres, US Open, Masters |
| Victoria Azarenka   | 6      | Sydney, Open d'Australie, Doha Indian Wells, Pékin, Linz             |
| Sara Errani         | 4      | Acapulco, Barcelone, Budapest, Palerme                               |
| Agnieszka Radwańska | 3      | Dubaï, Miami, Bruxelles                                              |
| Maria Sharapova     | 3      | Stuttgart, Rome, Roland Garros                                       |
| Nadia Petrova       | 3      | Bois-le-Duc, Tokyo, Sofia                                            |
| Petra Kvitová       | 2      | Montréal, New Haven                                                  |
| Caroline Wozniacki  | 2      | Séoul, Moscou                                                        |
| Angelique Kerber    | 2      | Paris, Copenhague                                                    |
| Kaia Kanepi         | 2      | Brisbane, Estoril                                                    |
| Hsieh Su-wei        | 2      | Kuala Lumpur, Guangzhou                                              |

| Joueuse            | Début de carrière | Premier tournoi |
| ------------------ | ----------------- | --------------- |
| Lara Arruabarrena  | 2011              | Bogota          |
| Tímea Babos        | 2011              | Monterrey       |
| Mona Barthel       | 2007              | Hobart          |
| Kiki Bertens       | 2009              | Fès             |
| Angelique Kerber   | 2003              | Paris           |
| Hsieh Su-wei       | 2001              | Kuala Lumpur    |
| Melanie Oudin      | 2008              | Birmingham      |
| Bojana Jovanovski  | 2007              | Bakou           |
| Irina-Camelia Begu | 2005              | Tachkent        |
| Kirsten Flipkens   | 2003              | Québec          |
| Heather Watson     | 2009              | Osaka           |

| Pays           | Nombre | Titres                                                                                        |
| -------------- | ------ | --------------------------------------------------------------------------------------------- |
| États-Unis     | 9      | Charleston, Madrid, Birmingham, Wimbledon, Stanford, JO Londres, US Open, Luxembourg, Masters |
| Biélorussie    | 6      | Sydney, Open d'Australie, Doha, Indian Wells, Pékin, Linz                                     |
| Russie         | 6      | Stuttgart, Rome, Roland Garros, Bois-le-Duc, Tokyo, Sofia                                     |
| Italie         | 6      | Acapulco, Barcelone, Budapest, Strasbourg, Palerme, Dallas                                    |
| Pologne        | 3      | Dubaï, Miami, Bruxelles                                                                       |
| Allemagne      | 3      | Hobart, Paris, Copenhague                                                                     |
| Slovaquie      | 3      | Pattaya, Carlsbad, Washington                                                                 |
| Tchéquie       | 2      | Montréal, New Haven                                                                           |
| Chine          | 2      | Auckland, Cincinnati                                                                          |
| Danemark       | 2      | Séoul, Moscou                                                                                 |
| Estonie        | 2      | Brisbane, Estoril                                                                             |
| Taipei chinois | 2      | Kuala Lumpur, Guangzhou                                                                       |
| Espagne        | 1      | Bogota                                                                                        |
| Hongrie        | 1      | Monterrey                                                                                     |
| Suède          | 1      | Memphis                                                                                       |
| Pays-Bas       | 1      | Fès                                                                                           |
| France         | 1      | Bad Gastein                                                                                   |
| Autriche       | 1      | Eastbourne                                                                                    |
| Slovénie       | 1      | Båstad                                                                                        |
| Serbie         | 1      | Bakou                                                                                         |
| Roumanie       | 1      | Tachkent                                                                                      |
| Belgique       | 1      | Québec                                                                                        |
| Royaume-Uni    | 1      | Osaka                                                                                         |

| Pays           | Nombre |
| -------------- | ------ |
| Biélorussie    | 6      |
| États-Unis     | 4      |
| Slovaquie      | 3      |
| Allemagne      | 2      |
| Pologne        | 2      |
| Chine          | 2      |
| Tchéquie       | 2      |
| Danemark       | 2      |
| Taipei chinois | 2      |
| Russie         | 2      |
| Estonie        | 1      |
| Hongrie        | 1      |
| Suède          | 1      |
| Serbie         | 1      |
| Italie         | 1      |
| Roumanie       | 1      |
| Belgique       | 1      |
| Royaume-Uni    | 1      |

| Pays       | Nombre |
| ---------- | ------ |
| Italie     | 5      |
| Russie     | 3      |
| États-Unis | 2      |
| Espagne    | 1      |
| Estonie    | 1      |
| France     | 1      |
| Pologne    | 1      |
| Slovénie   | 1      |

| Pays       | Nombre |
| ---------- | ------ |
| États-Unis | 3      |
| Autriche   | 1      |
| Russie     | 1      |

### En double
| Joueuse              | Nombre | Titres                                                                           |
| -------------------- | ------ | -------------------------------------------------------------------------------- |
| Sara Errani          | 8      | Monterrey, Acapulco, Barcelone, Madrid, Rome Roland-Garros, Bois-le-Duc, US Open |
| Roberta Vinci        | 8      | Monterrey, Acapulco, Barcelone, Madrid, Rome Roland-Garros, Bois-le-Duc, US Open |
| Liezel Huber         | 5      | Paris, Doha, Dubaï, Indian Wells, New Haven                                      |
| Lisa Raymond         | 5      | Paris, Doha, Dubaï, Indian Wells, New Haven                                      |
| Andrea Hlaváčková    | 4      | Auckland, Memphis, Cincinnati, Luxembourg                                        |
| Lucie Hradecká       | 4      | Auckland, Memphis, Cincinnati, Luxembourg                                        |
| Raquel Kops-Jones    | 4      | Carlsbad, Séoul, Tokyo, Osaka                                                    |
| Abigail Spears       | 4      | Carlsbad, Séoul, Tokyo, Osaka                                                    |
| Serena Williams      | 2      | Wimbledon, JO Londres                                                            |
| Venus Williams       | 2      | Wimbledon, JO Londres                                                            |
| Maria Kirilenko      | 2      | Miami, Masters                                                                   |
| Nadia Petrova        | 2      | Miami, Masters                                                                   |
| Ekaterina Makarova   | 2      | Pékin, Moscou                                                                    |
| Elena Vesnina        | 2      | Pékin, Moscou                                                                    |
| Marina Eraković      | 2      | Stanford, Dallas                                                                 |
| Heather Watson       | 2      | Stanford, Dallas                                                                 |
| Nuria Llagostera     | 2      | Brisbane, Eastbourne                                                             |
| Alexandra Panova     | 2      | Bogota, Fès                                                                      |
| Chang Kai-chen       | 2      | Kuala Lumpur, Washington                                                         |
| Chuang Chia-jung     | 2      | Kuala Lumpur, Estoril                                                            |
| Zhang Shuai          | 2      | Estoril, Guangzhou                                                               |
| Sania Mirza          | 2      | Pattaya, Bruxelles                                                               |
| Barbora Strýcová     | 2      | Stuttgart, Palerme                                                               |
| Klaudia Jans-Ignacik | 2      | Strasbourg, Montréal                                                             |
| Kristina Mladenovic  | 2      | Montréal, Québec                                                                 |
| Květa Peschke        | 2      | Sydney, Linz                                                                     |

| Joueuse              | Début de carrière | Premier tournoi |
| -------------------- | ----------------- | --------------- |
| Shuko Aoyama         | 2008              | Washington      |
| Irina-Camelia Begu   | 2005              | Hobart          |
| Catalina Castaño     | 1998              | Båstad          |
| Mariana Duque Mariño | 2005              | Båstad          |
| Paula Kania          | 2008              | Tachkent        |
| Kristina Mladenovic  | 2008              | Montréal        |
| Polina Pekhova       | 2010              | Tachkent        |
| Heather Watson       | 2009              | Stanford        |
| Irina Buryachok      |                   | Bakou           |
| Valeria Solovieva    |                   | Bakou           |

| Pays             | Nombre | Titres |
| ---------------- | ------ | --- |
| États-Unis       | 13     | Paris, Doha, Dubaï, Indian Wells, Bruxelles, Bad Gastein, Wimbledon, Carlsbad, JO Londres, New Haven, Séoul, Tokyo, Osaka |
| Tchéquie         | 11     | Auckland, Sydney, Bogota, Memphis, Charleston, Stuttgart, Fès, Palerme, Cincinnati, Linz, Luxembourg                      |
| Russie           | 9      | Open d'Australie, Bogota, Charleston, Miami, Fès, Bakou, Pékin, Moscou, Masters                                           |
| Italie           | 8      | Monterrey, Acapulco, Barcelone, Madrid, Rome, Roland Garros, Bois-le-Duc, US Open                                         |
| Taipei chinois   | 4      | Kuala Lumpur, Estoril, Birmingham, Washington                                                                             |
| Pologne          | 3      | Strasbourg, Montréal, Tachkent                                                                                            |
| Allemagne        | 3      | Bad Gastein, Québec, Linz                                                                                                 |
| Biélorussie      | 2      | Strasbourg, Tachkent |
| Espagne          | 2      | Brisbane, Eastbourne |
| France           | 2      | Montréal, Québec |
| Inde             | 2      | Pattaya, Bruxelles |
| Chine            | 2      | Estoril, Guangzhou |
| Japon            | 2      | Copenhague, Washington |
| Nouvelle-Zélande | 2      | Stanford, Dallas |
| Royaume-Uni      | 2      | Stanford, Dallas |
| Australie        | 1      | Pattaya |
| Colombie         | 1      | Båstad |
| Roumanie         | 1      | Hobart |
| Slovénie         | 1      | Sydney |
| Slovaquie        | 1      | Budapest |
| Hongrie          | 1      | Birmingham |
| Ukraine          | 1      | Bakou |
| Thaïlande        | 1      | Guangzhou |

Note : Un titre remporté par une paire du même pays ne fait qu'un titre.

## Principaux retraits du circuit
- Kim Clijsters
- Gisela Dulko[5]